# Herbert Federer
Pour les articles homonymes, voir Federer (homonymie).
Herbert Federer, né le 23 juillet 1920 à Vienne et mort le 21 avril 2010 à North Scituate (Rhode Island) est un mathématicien américain d'origine autrichienne, fondateur de la théorie géométrique de la mesure et lauréat du Prix Leroy P. Steele.

## Études
Il émigre aux États-Unis, en 1938, où il étudie les mathématiques et la physique à l'Université de Californie à Berkeley, où il obtient son doctorat en 1944 sous la direction d'Anthony Morse (en).

## Carrière académique
À partir de 1945, le professeur Federer enseigne à l'université Brown de Providence, et oriente ses travaux de recherches dans le domaine de la théorie géométrique de la mesure, avec des racines et des applications en géométrie classique et analytique, dans l'esprit fonctoriel de la topologie moderne et de l'algèbre. Ses travaux comprennent plus de trente publications entre 1943 et 1986 ainsi que son livre Geometric Measure Theory. Il termine sa carrière comme professeur émérite à l'université Brown.
Il a notamment comme élève Frederick J. Almgren, dont il a profondément influencé la carrière ultérieure.
Son œuvre maîtresse, Geometric Measure Theory, a clairement fondé les bases de cette discipline. Il en a donné les principales applications géométriques, et a reformulé les idées antérieures de Morse et Arthur Sard en termes de topologie et d'analyse modernes. En cela, cet ouvrage constitue la référence en théorie géométrique de la mesure.
Il est en outre auteur de la théorie des courants rectifiables, permettant de résoudre le problème de Plateau dans les cas généraux (sans hypothèse a priori de régularité des solutions). On lui doit également le théorème de structure décomposant toute-partie de Rn de m-mesure de Hausdorff finie en un sous-ensemble m-rectifiable et un sous-ensemble purement non m-rectifiable.

## Distinctions
En 1975, il est élu membre de la National Academy of Sciences des États-Unis.
En 1987, il obtient avec Wendell Fleming le Prix Leroy P. Steele pour leur publication Normal and integral currents